# Флаг Доминиканской Республики
Государственный флаг Доминиканской Республики — принят 14 сентября 1863 года.
Синий цвет означает свободу, белый — веру и спасение, а красный — кровь и независимость.

## История
В течение более трёхсот лет территория современной Доминиканской Республики — находилась под испанским владычеством. В 1821 году восставшие патриоты провозгласили независимую Республику Санто-Доминго под флагом из красной, белой и жёлтой горизонтальных полос, но уже на следующий год она была захвачена соседней Республикой Гаити. В 1838 году было создано тайное общество «Ла Тринитария», поставившее своей целью восстановление независимости. Поскольку господствовавшие в стране гаитяне являлись в основном приверженцами религиозных культов африканского происхождения, а местное население — католицизма, освободительное движение приобрело католическую окраску. Паролем заговорщиков стали слова «Бог. Отечество. Свобода», а эмблемой — крест как символ самопожертвования. Флаг общества создал его руководитель (будущий первый президент Доминиканской Республики) Хуан Пабло Дуарте, наложив белый крест на тогдашний гаитянский сине-красный флаг. Иногда крест занимал лишь центральную часть флага и сопровождался кругом из белых звёзд.
Организованное «Ла Тринитарией» в 1844 году восстание увенчалось провозглашением независимости Доминиканской Республики, а флаг тайного общества стал государственным. Синий цвет на нём символизирует свободу, красный — огонь борьбы за её достижение и пролитую в этой борьбе кровь. Белый цвет обозначает силу и чистоту народа, его религиозную веру и готовность к самопожертвованию. В дальнейшем цветные прямоугольники флага стали располагаться в шахматном порядке, а затем в центр флага был помещён герб. В современном виде государственный флаг существует с 1863 года.